# Округ Брно-околина
Округ Брно-околина (чеш. Okres Brno-venkov) је округ у Јужноморавском крају, у Чешкој Републици. Административно средиште округа је град Брно.

## Становништво
Према подацима о броју становника из 2012. године округ је имао 206.501 становника.